# Lord chancelier du cabinet fantôme
Le lord chancelier du cabinet fantôme fait partie du cabinet fantôme. 
L'actuel lord chancelier fantôme est Edward Argar.

## Lord Chancelier de l'ombre

### Opposition officielle
| Nom | Nom               | Nom | Début de mandat  | Fin de Mandat    | Parti politique |
| --- | ----------------- | --- | ---------------- | ---------------- | --------------- |
|     | Derry Irvine      |     | 18 juin 1992     | 2 mai 1997       | Travailliste    |
|     | James Mackay      |     | 2 mai 1997       | 11 juin 1997     | Conservateur    |
|     | Christopher Prout |     | 11 juin 1997     | 12 juillet 2009  | Conservateur    |
|     | Vacant            |     |                  |                  |                 |
|     | Jack Straw        |     | 11 mai 2010      | 7 octobre 2010   | Travailliste    |
|     | Sadiq Khan        |     | 8 octobre 2010   | 11 mai 2015      | Travailliste    |
|     | Charles Falconer  |     | 11 mai 2015      | 27 juin 2016     | Travailliste    |
|     | Richard Burgon    |     | 27 juin 2016     | 6 avril 2020     | Travailliste    |
|     | David Lammy       |     | 6 avril 2020     | 29 novembre 2021 | Travailliste    |
|     | Steve Reed        |     | 29 novembre 2021 | 4 septembre 2023 | Travailliste    |
|     | Shabana Mahmood   |     | 4 septembre 2023 | 5 juillet 2024   | Travailliste    |
|     | Edward Argar      |     | 8 juillet 2024   | En cours         | Conservateur    |

Notes

### Libéraux démocrates
| Nom | Nom                                                                  | Nom | Début de mandat | Fin de mandat | Titre                                                                                          |
| --- | -------------------------------------------------------------------- | --- | --------------- | ------------- | ---------------------------------------------------------------------------------------------- |
|     | Bob Russell                                                          |     | Mai 1997        | Août 1999     | porte-parole des affaires juridiques (procureur général; Avocat général; Lord Chancelier)      |
|     | The Rt Hon The Lord Goodhart                                         |     | Août 1999       | Mars 2006     | Lord Chancelier de l'ombre (Shadow Department for Constitutional Affairs)                      |
|     | David Heath                                                          |     | Mars 2006       | Décembre 2007 | Secrétaire d'État à la Justice de l'ombre & Lord Chancelier de l'ombre                         |
|     | Chris Huhne                                                          |     | Décembre 2007   | Janvier 2009  | Shadow Home Secretary, Secrétaire d'État à la Justice de l'ombre et Lord Chancelier de l'ombre |
|     | David Howarth                                                        |     | Janvier 2009    | Mai 2010      | Secrétaire d'État à la Justice et Lord Chancelier de l'ombre                                   |
|     | De 2010 à 2015, les libéraux-démocrates font partie du gouvernement. |     |                 |               |                                                                                                |